# Ampt Epe
Ampt Epe is de historische vereniging van de gemeente Epe.
De vereniging werd in oktober 1961 opgericht en startte al snel met een blad met een gelijke naam dat in eerste instantie nog onregelmatig verscheen. Inmiddels komt het blad vijf keer per jaar uit en organiseert de vereniging tal van activiteiten.

## Overige activiteiten
Vanuit deze vereniging zijn een aantal verenigingen en stichtingen ontstaan die zich met de geschiedenis van de gemeente Epe bezighouden. Te denken valt hierbij aan:
- Museumboerderij Hagendoorns Plaatse
- Stichting Films Epe
- Stichting behoud

De vereniging is tevens initiatiefnemer geweest voor het Erfgoedplatform in de gemeente Epe. 